# Плиний (лунный кратер)
Кратер Плиний (лат. Plinius) — ударный кратер видимой стороны Луны на границе между Морем Ясности и Морем Спокойствия. Назван в честь Гая Плиния Секунда (Gaius Plinius Secundus), или Плиния Старшего — древнеримского писателя-эрудита, автора «Естественной истории». Кратер сравнительно молод, образование его относится к эратосфенскому периоду.

## Название
Современное название этому кратеру дал Джованни Риччоли в 1651 году. В 1935 году оно было утверждено Международным астрономическим союзом. Другие селенографы старины называли кратер иначе: Михаэль ван Лангрен в 1645 году обозначил его Eugeniae в честь испанской инфанты Изабеллы Клары Евгении, а Ян Гевелий в 1647 году назвал его «остров Аполлония» (лат. insula Apollonia) по имени древнегреческой колонии, частично расположенной на острове в Чёрном море (совр. Созопол).

## Описание кратера

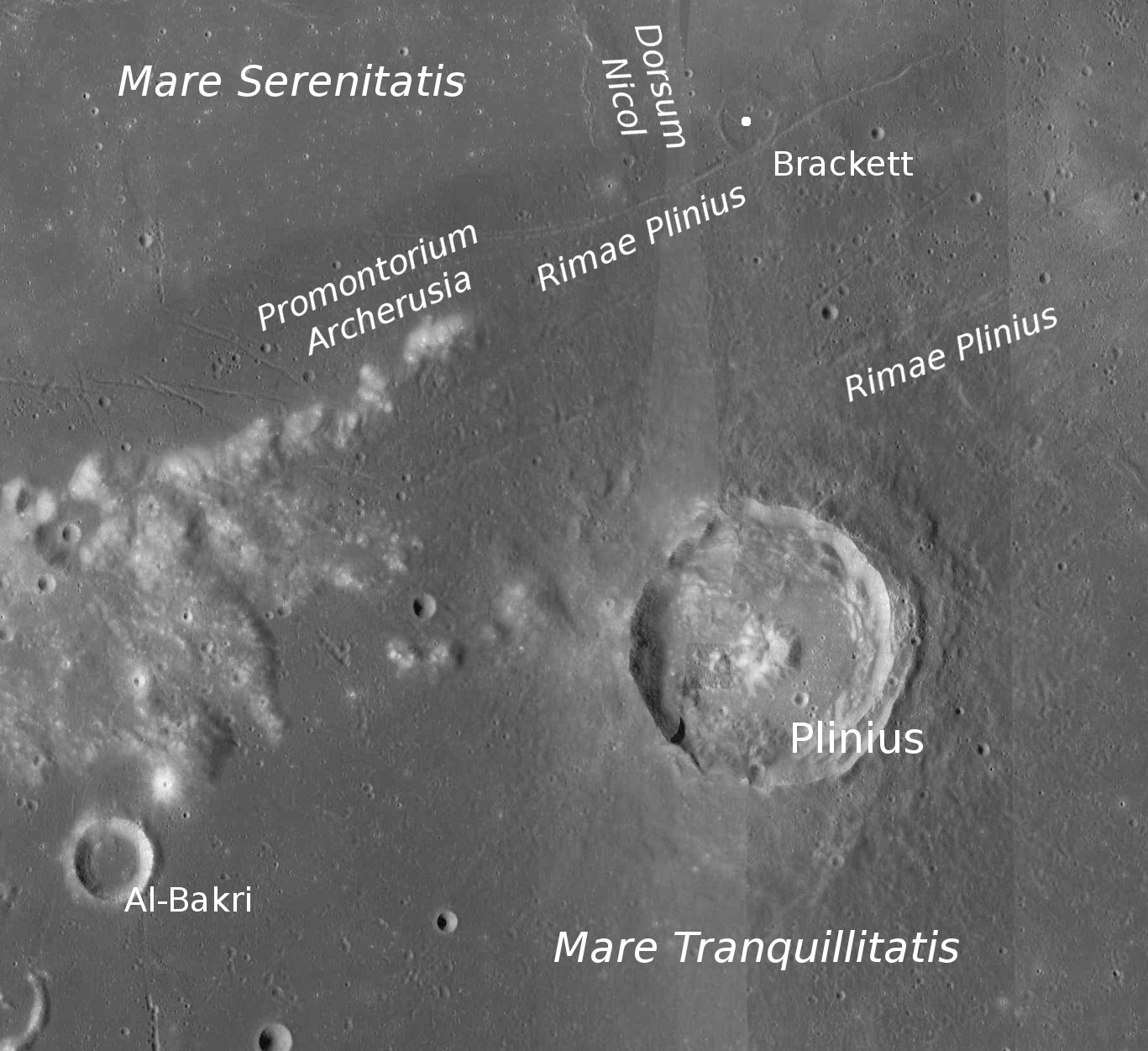
Снимок зонда Lunar Reconnaissance Orbiter.

На юго-западе от кратера находится кратер Росс, на западе — Гемские горы и кратер Аль-Бакри, на северо-западе мыс Архерузия, на северо-востоке — кратер Дауэс. На севере от кратера находится система борозд, названная по имени кратера, и небольшой кратер Бракетт. Селенографические координаты центра кратера 15°22′ с. ш. 23°37′ в. д. / 15,36° с. ш. 23,61° в. д., диаметр 41,31 км, глубина 3,1 км.

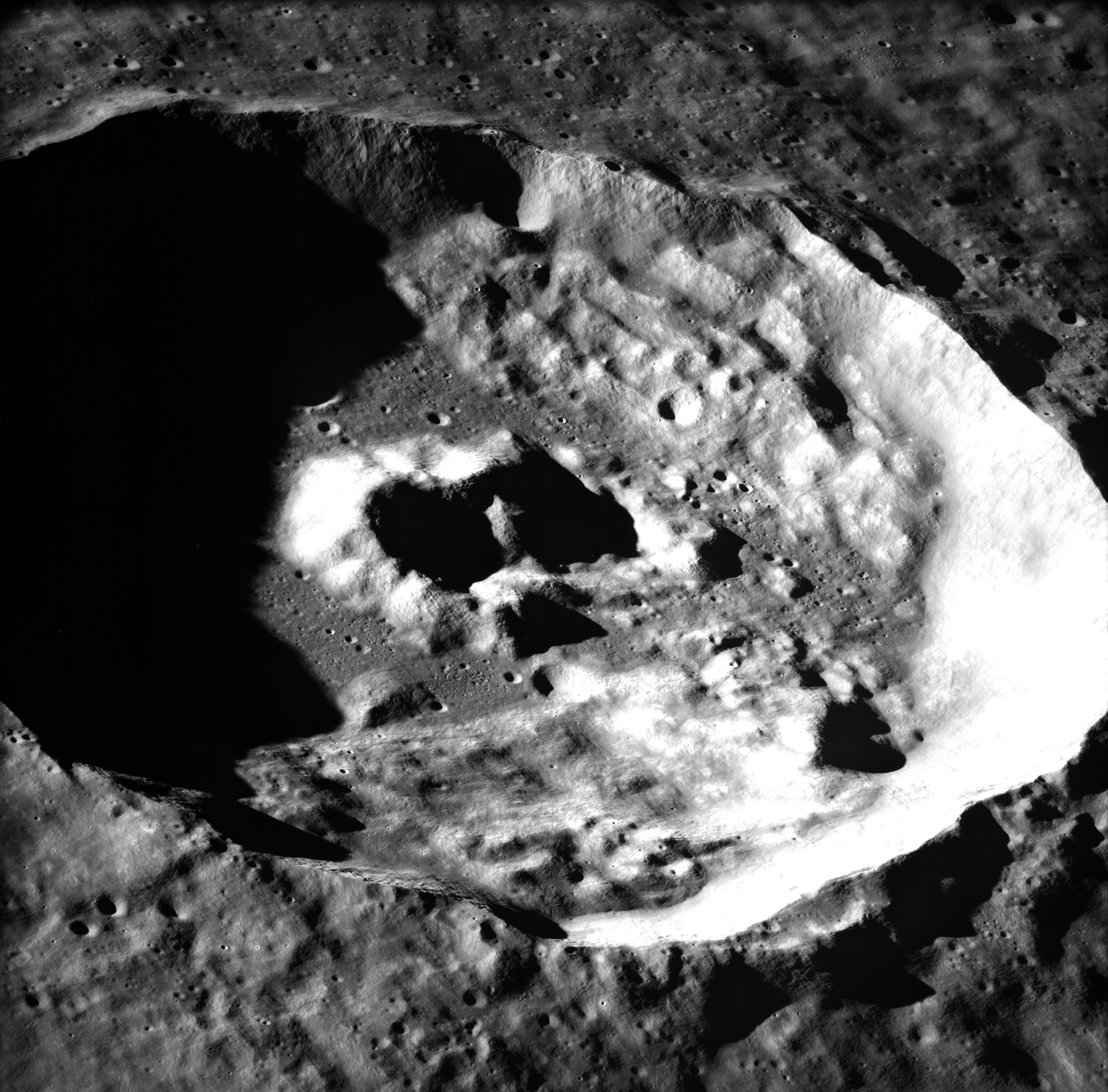
Фотография кратера с борта «Аполлона-17».

Кратер имеет массивные внешние откосы, острый вал, террасовидные внутренние склоны вала, несколько овальную форму. В западной части один из пиков вала достигает высоты 1800 м над окружающей местностью, средняя высота вала над окружающей местностью составляет 1060 м, над дном чаши кратера 3240 м. Внешняя часть вала изрезана многочисленными глубокими долинами. Особенно заметна отлогость в южной части вала, имеющая треугольную форму с основанием 16 - 19 км. Дно чаши кратера заметно светлей окружающей местности, холмистое, с более ровной восточной частью и центральным пиком сложной формы высотой около 900 м. Система лучей у кратера отсутствует. Объем кратера составляет приблизительно 1400 км³. 
Кратер Плиний находится в области более темных и менее старых пород, по сравнению с поверхностью Моря Ясности, состоящих из ильменита (титанистого железняка) и относится к числу кратеров, в которых зарегистрированы температурные аномалии во время затмений. Объясняется это тем, что подобные кратеры имеют небольшой возраст и скалы не успели покрыться реголитом, оказывающим термоизолирующее действие. Реголит в окрестностях кратера имеет большое содержание гелия-3 и является перспективным районом для его промышленного освоения в будущем.
Ещё одна особенность кратера — любопытная игра света и тени в северной части внутреннего склона вала (на нижней фотографии — в правой части), напоминающая многим изображение древнеегипетского бога Хора.

## Кратковременные лунные явления
В кратере наблюдались кратковременные лунные явления в виде свечения в тени. 

## Сечение кратера
На приведенном графике представлено сечение кратера в различных направлениях, масштаб по оси ординат указан в футах, масштаб в метрах указан в верхней правой части иллюстрации.

## Сателлитные кратеры

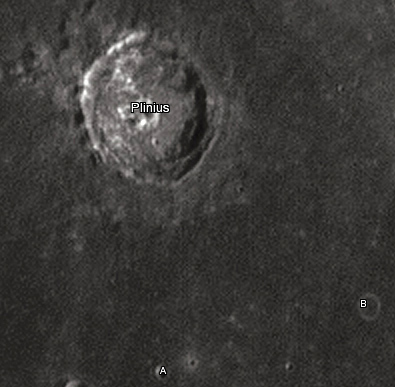
Снимок Девида Кемпбелла.

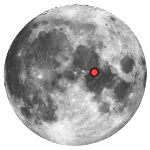
Месторасположение кратера

| Плиний | Координаты                                            | Диаметр, км |
| ------ | ----------------------------------------------------- | ----------- |
| A      | 12°59′ с. ш. 24°10′ в. д. / 12,99° с. ш. 24,17° в. д. | 3,5         |
| B      | 14°05′ с. ш. 26°16′ в. д. / 14,09° с. ш. 26,27° в. д. | 6,5         |

## Интересные факты
- Северная окрестность кратера Плиний изображена на обложке альбома «Apollo: Atmospheres and Soundtracks» английского музыканта-электронщика Брайана Ино (использован снимок AS17-150-23069, сделанный с борта Аполлона-17).